# Бакиханов, Ахмед Мамедрза оглы
Ахмед Мамедрза оглы Бакиханов (азерб. Əhməd Məmmədrza oğlu Bakıxanov; 5 сентября 1892, Баку — 26 марта 1973, Баку) — азербайджанский тарист, педагог, музыкальный деятель. Народный артист Азербайджанской ССР (1973), Заслуженный учитель Азербайджанской ССР (1943), Заслуженный деятель искусств Азербайджанской ССР (1964).

## Биография
Родился 5 сентября 1892 года в Баку. Педагогическую деятельность начал с 1920 года. В 1920—30-х годах создал ряд музыкальных ансамблей. С 1930 года по приглашению видного азербайджанского композитора Узеира Гаджибекова начал преподавать мугам в Азербайджанской государственной консерватории.
В 1941 году по инициативе Гаджибекова создал ансамбль народных инструментов и был его руководителем до конца жизни. Этот ансамбль давал большие концертные программы с такими мастерами мугама, как Сеид Шушинский, Гусейнкули Сарабский, Джаббар Каръягдыоглы, Зульфугар Адигёзалов и другие.
Бакиханов составил, программу по мугаму для музыкальных школ. Является автором-составителем сборников «Азербайджанские народные рэнги» (1964), «Азербайджанские ритмические мугамы» (1968), «Мугам, песня, ранг» (1975).
Скончался 26 марта 1973 года.

## Память
С 1973 года созданный Бакихановым в 1941 году ансамбль носит его имя.
Имя Бакиханова носит детская музыкальная школа № 6 в городе Баку.
В 1982 году в городе Сумгаите была создана Детская школа искусства.
На стене дома, в котором жил Бакиханов, установлена мемориальная доска.
Тар, принадлежавший Ахмеду Бакиханову, Хранится в Музее истории Азербайджана в Баку.
В 1994 году в связи со столетним юбилеем Бакиханова был проведен Республиканский конкурс среди студентов, исполняющих мугам на таре.
В 2003 году творческим союзом «Азербайджантелефильм» государственного телевидения был снят документальный фильм «Ахмед Бакиханов», посвящённый жизни и творчеству Бакиханова.

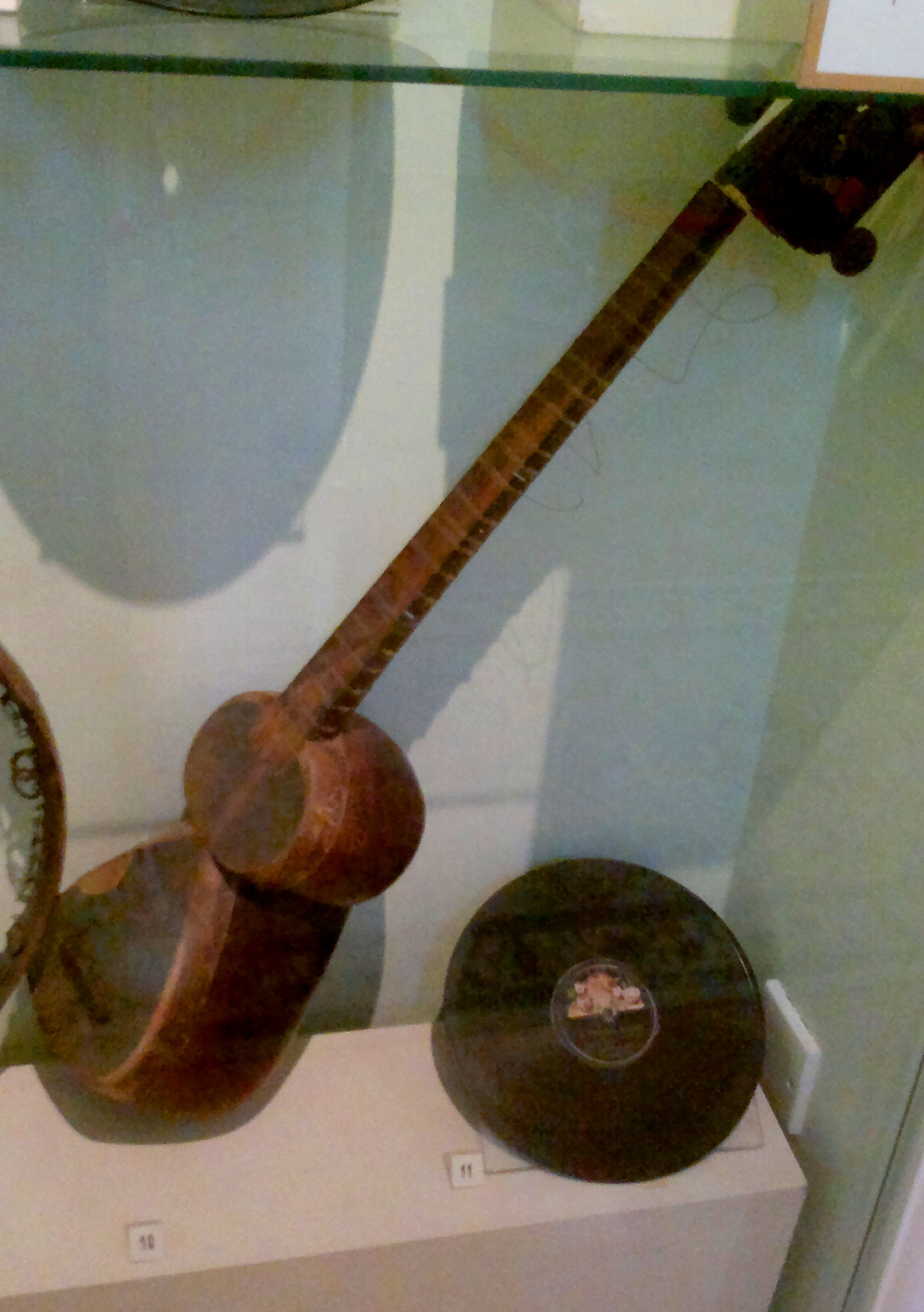
Тар, принадлежавший Ахмеду Бакиханову, в Музее истории Азербайджана в Баку
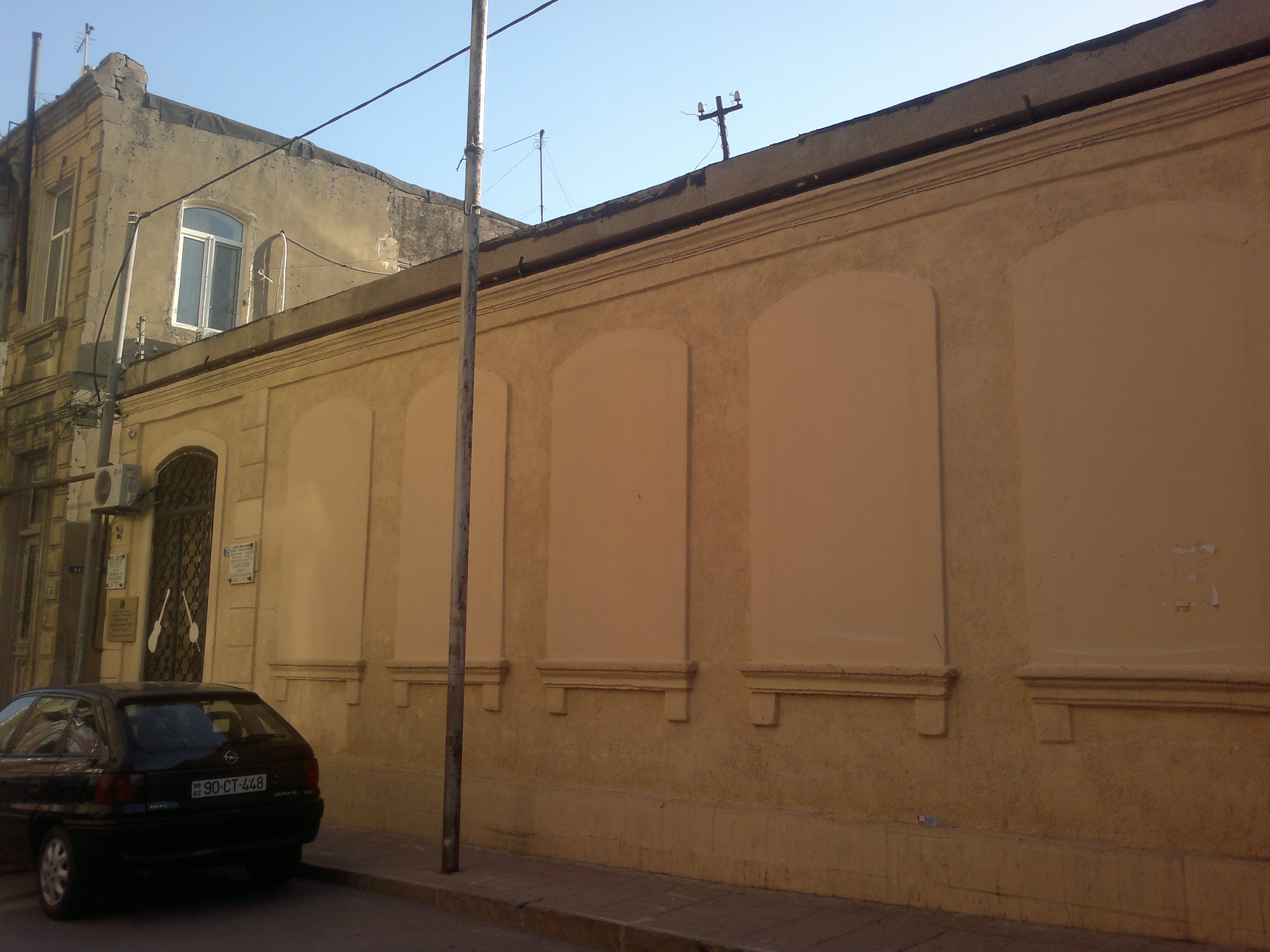
Дом в Баку, в котором жил Ахмед Бакиханов
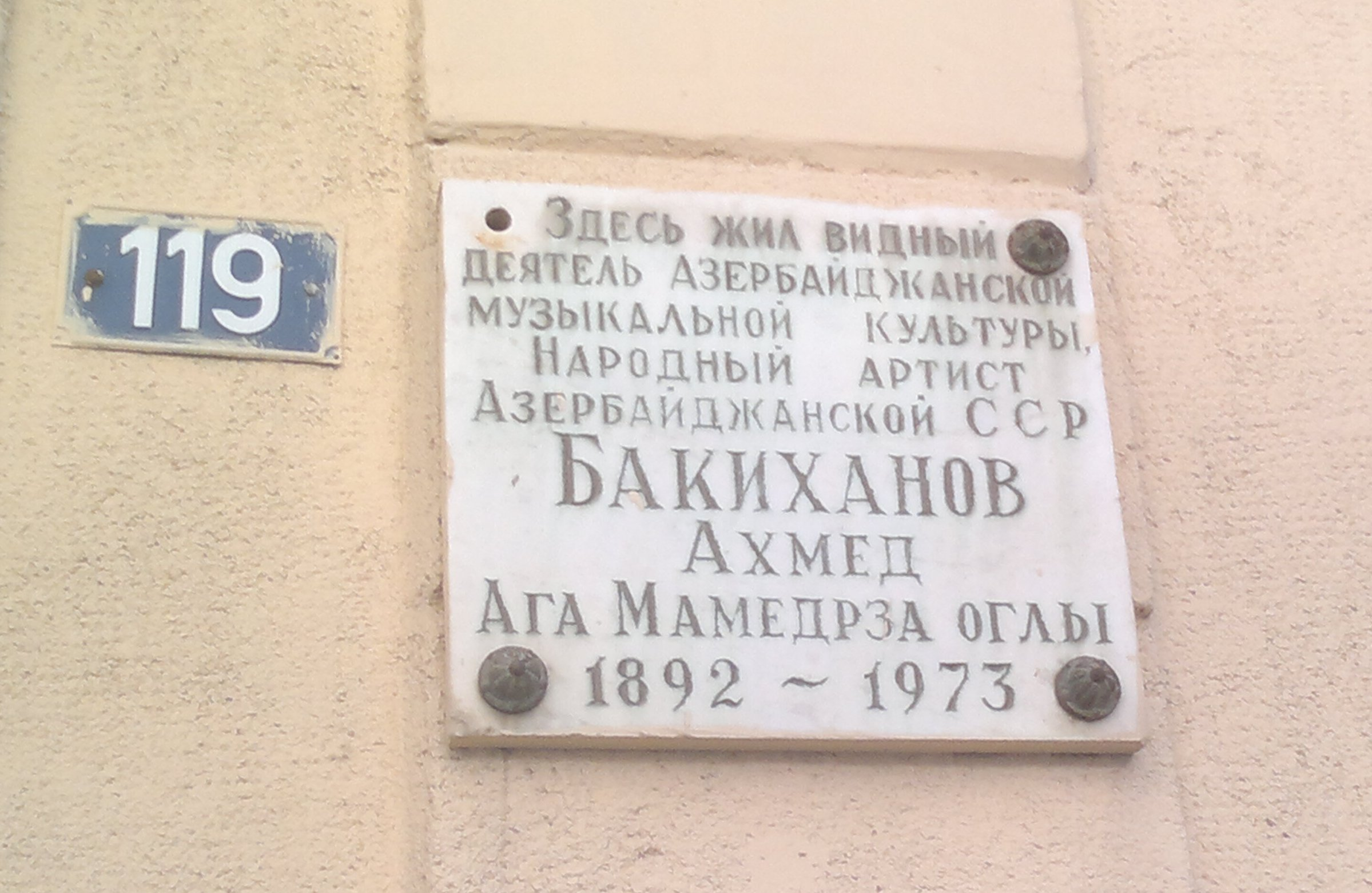
Мемориальная доска на стене дома в Баку, в котором жил Бакиханов